# Federico Palomera
Federico Palomera Güez (Madrid, 20 de noviembre de 1951) es un diplomático español.
Licenciado en Derecho, ingresó en 1979 en la carrera diplomática. Estuvo destinado en las representaciones diplomáticas españolas en Líbano, Marruecos, Tailandia, Egipto, Costa Rica y Estados Unidos. Fue subdirector general de Relaciones Científicas Internacionales y de Programas y Convenios Culturales y Científicos, y jefe del Área de Relaciones Económicas con África y Medio Oriente. En 2000 fue nombrado segundo jefe en la embajada de España en Túnez y, posteriormente, cónsul general de España en Melbourne. De 2006 a 2010 fue cónsul general de España en Edimburgo. Desde noviembre de 2010 hasta octubre de 2014 fue embajador de España en Singapur en sustitución de Antonio Sánchez Jara. Posteriormente ostentó el cargo de secretario general de la Comisión Nacional Española de Cooperación con la UNESCO.